# Œillet superbe
Dianthus superbus
Espèce
Classification phylogénétique
L'œillet superbe (Dianthus superbus) est une espèce de plantes herbacées vivaces de la famille des Caryophyllaceae, originaire des régions tempérées d'Europe.

## Description
C'est une plante de 60 à 90 cm de haut. Sa tige est raffinée.
Ses feuilles sont linéaires et étroites, d'un beau vert bleuté clair.
Le calicule a 2-4 bractées ovales acuminées, son limbe est orné de pétales de 2 cm, laciniés jusqu'au-delà du milieu en franges capillaires, à partie non divisée oblongue, de couleur rose à purpurin. Les fleurs sont odorantes.

## Distribution
Cette espèce est originaire des régions tempérées de l'ancien monde :
- Asie : de l'Asie centrale (Kazakhstan, Kirghizistan, Tadjikistan) et de la Russie à l'Extrême-Orient (Chine, Japon) ;
- Europe : de la Scandinavie à la région méditerranéenne (Italie, Grèce) et de la France à l'Ukraine et à la Bulgarie.

## Protection
Il est protégé sur l'ensemble du territoire français métropolitain. Sa destruction est interdite sauf sur les parcelles cultivées. Le ramassage ou la récolte, l'utilisation, le transport, et la cession à titre gratuit ou onéreux sont réglementés, étant soumis à autorisation du ministre chargé de la protection de la nature après avis du comité permanent du conseil national de la protection de la nature. Cette autorisation doit être présentée à toute requête des agents autorisés.

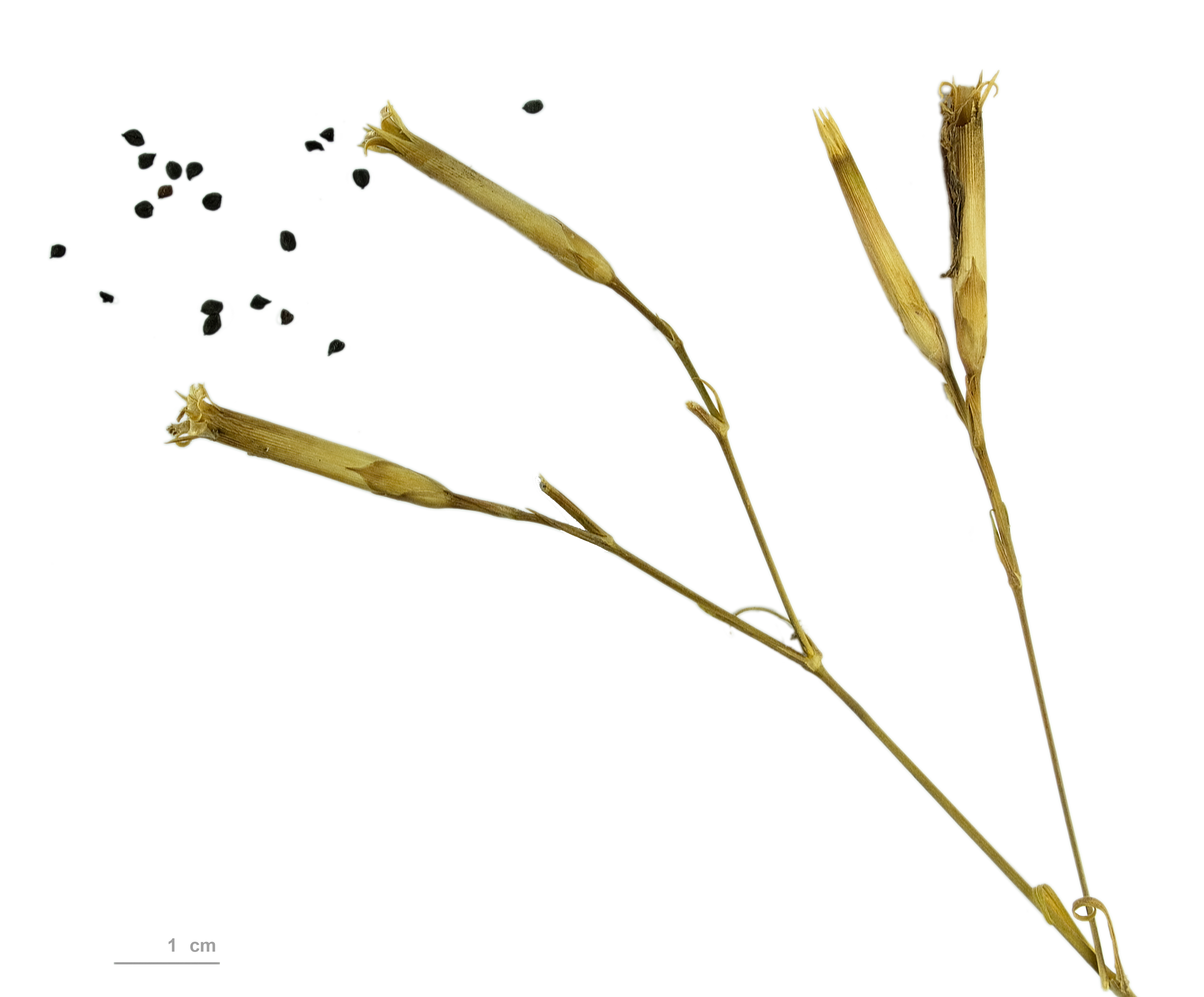
Dianthus superbus - Muséum d'histoire naturelle de Toulouse.